# Ted (TV-serie)
Ted är en amerikansk komediserie som hade premiär den 11 januari 2024 på strömingstjänsten Peacock. Serien är skapad av Seth MacFarlane som även medverkat i skrivandet av manus. Serien är en prequel till filmen med samma namn från 2012.

## Handling
Serien utspelar sig under 1990-talet och kretsar kring teddybjörnen Ted som bor hos John Bennett.

## Rollista (i urval)
- Alanna Ubach – Susan Bennett
- Seth MacFarlane – Ted, röst
- Scott Grimes – Matty Bennett
- Max Burkholder – John Bennett
- Giorgia Whigham – Blaire